# Pec pod Sněžkou
Pec pod Sněžkou (Duits: Petzer, Nederlands (niet gebruikelijk): Pec onder de Sneeuwkop) is een stadje in de Tsjechische regio Hradec Králové. Pec ligt in het Reuzengebergte aan de voet van de berg Sněžka.
Bereikbaar vanaf Liberec richting Vrchlabí en Trutnov.
Na het einde van de Tweede Wereldoorlog is het toerisme zich gaan ontwikkelen in deze streek. Dit is nu de belangrijkste inkomstenbron voor de inwoners van het stadje. In de winter als skigebied, in de zomer als wandelgebied en voor actieve sporten.

## Bezienswaardigheden
Rond de stad liggen de hoogste bergen van Tsjechië: Sněžka (Duits: Schneekoppe, Nederlands: Sneeuwkop, 1602 meter), Studniční hora (Brunnenberg, 1554 meter) en Luční hora (Wiesenberg, 1547 meter). De stad zelf ligt op 769 meter hoogte.
Het hele jaar door is de stoeltjeslift open naar de top van de Sněžka. Bij harde wind gaat de lift niet verder dan het middenstation op de Růžová hora.